# Премія НАН України імені І. Я. Франка
Премія імені І. Я. Франка — премія Національної академії наук України за видатні роботи в галузі філології, етнології та мистецтвознавства (відділення літератури, мови та мистецтвознавства). Заснована 1981 року. Названа на честь Івана Франка.

## Лауреати
- 1981: Дмитро Гринчишин, Іван Керницький, Лукія Гумецька. Словник староукраїнської мови XIV—XV ст..
- 1982: Новиченко Л. М. «Поетичний світ Максима Рильського»
- 1983: Дей Олексій Іванович «Революційно-демократична ідейність та народність у творчому втіленні Івана Франка»
- 1984: Жолтовський П. М. «Проблеми розвитку української художньої культури XVI—XVIII ст.»
- 1985: Грищенко А. П., Жовтобрюх М. А., Німчук В. В. «Історія української мови»
- 1987: Сиваченко М. Є. Цикл монографій з проблем історико-порівняльного і текстологічного вивчення української літератури XIX ст.
- 1988: Гончаренко Микола Васильович. «Проблеми розвитку духовної культури»
- 1989: Вихованець Іван Романович. «Граматична структура української мови»
- 1990: Степовик Д. В. Цикл робіт, присвячених дослідженню українського мистецтва барокко
- 1991: Андерш Й. Ф., Неруш Г. І., Шишкова Р. «Чесько-український словник»
- 1992: Стрижак О. С. «Етнонімія геродотової Скіфії», «Етнонімія птоломеєвої Сарматії»
- 1993: Мороз Мирослав Олександрович «Літопис життя і творчості Л. Українки»
- 1994: Затонський Д. В. «Реализм — это сомнение»
- 1995: Півторак Г. П. «Формування і діалектна диференціація давньоруської мови», «Українці: звідки ми і наша мова»
- 1996: Ільницький М. М. «Українська повоєнна еміграційна поезія» та "Від «Молодої музи» до «Празької школи»
- 1997: Вервес Григорій Давидович. «Українці на рандеву з Європою»
- 1998: Запаско Я. П. «Пам'ятки книжкового мистецтва. Українська рукописна книга»
- 2000: Овсійчук В. А. «Українське малярство X—XVIII ст. Проблеми кольору»
- 2002: Коцюбинська М. Х. «Зафіксоване і нетлінне. Роздуми про епістолярну творчість»
- 2004: Дончик В. Г., Жулинський М. Г., Мишанич О. В. «Інститут літератури ім. Т. Г. Шевченка НАН України, 1926—2001: Сторінки історії»
- 2006: Гундорова Тамара Іванівна. «Femina melancholica. Стать і культура в гендерній утопії Ольги Кобилянської»
- 2008: Нахлік Є. К. «Пантелеймон Куліш: Особистість, письменник, мислитель»
- 2011: Ушкалов Л. В. «Григорій Сковорода. Повна академічна збірка творів»
- 2013: Камінчук Ольга Анатоліївна. «Художній дискурс української поезії кінця ХІХ — початку ХХ ст.»
- 2016: Чамата Ніна Павлівна. «Дослідження з поетики: вірш, жанр, композиція» і «Лірика Тараса Шевченка. Аналізи й інтерпретації»
- 2019: Мовчан Раїса Валентинівна. «У пошуках архітвору (з історії української літератури ХХ століття)» (автор) і «Самі про себе. Автобіографії українських митців 1920-х років» (упорядник)